# Bejijong
Bejijong is een bestuurslaag in het regentschap Mojokerto van de provincie Oost-Java, Indonesië. Bejijong telt 3634 inwoners (volkstelling 2010).